# Lucy Lyttelton
Lady Lucy Caroline Lyttelton (Hagley, 5 settembre 1841 – Penshurst, 22 aprile 1925) è stata una nobildonna inglese.

## Biografia
Nacque a Hagley Hall, figlia di George Lyttelton, IV barone Lyttelton, e della sua prima moglie, Mary Glynne, cognata di William Gladstone.
Nel 1863 venne nominata damigella d'onore della regina Vittoria.

## Matrimonio
Sposò, il 7 giugno 1864, Lord Frederick Cavendish, figlio di William Cavendish, VII duca di Devonshire e di Lady Blanche Howard. Non ebbero figli.
Suo marito venne assassinato dai nazionalisti irlandesi nel Parco Murders Phoenix, il 6 maggio 1882, giorno in cui prestò il giuramento come primo segretario per l'Irlanda. Rimase una sostenitrice dell'autogoverno per l'Irlanda.
Dopo la morte del marito divenne presidente del consiglio dell'educazione femminile del Yorkshire (1883-1912). È stata membro fondatore del Consiglio della Girls' Day School Trust, che era stata fondata dal padre.

## Morte
Morì il 22 aprile 1925, all'età di 84 anni, a Penshurst. Fu sepolta nella tomba accanto al marito nel cimitero della chiesa di San Pietro di Edensor, nei pressi di Chatsworth.
Il Lucy Cavendish College, di Cambridge, venne chiamato così in suo onore.

## Ascendenza
|                                         |                                   |                                       | Genitori                          |  |  | Nonni |  |  | Bisnonni                              |  |  | Trisnonni                          |  |
|                                         |                                   |                                       |                                   |  |  |       |  |  | William Lyttelton, I barone Lyttelton |  |  | sir Thomas Lyttelton, IV baronetto |  |
|                                         |                                   |                                       |                                   |  |  |       |  |  | William Lyttelton, I barone Lyttelton |  |  | sir Thomas Lyttelton, IV baronetto |  |
|                                         |                                   | Christian Temple                      |                                   |  |  |       |  |  | William Lyttelton, I barone Lyttelton |  |  |                                    |  |
| William Lyttelton, III barone Lyttelton |                                   |                                       |                                   |  |  |       |  |  | William Lyttelton, I barone Lyttelton |  |  |                                    |  |
|                                         |                                   | Caroline Bristow                      | John Bristow                      |  |  |       |  |  |                                       |  |  |                                    |  |
|                                         |                                   | Caroline Bristow                      | John Bristow                      |  |  |       |  |  |                                       |  |  |                                    |  |
|                                         |                                   | Caroline Bristow                      | Anne Judith Foisin                |  |  |       |  |  |                                       |  |  |                                    |  |
| George Lyttelton, IV barone Lyttelton   |                                   | Caroline Bristow                      |                                   |  |  |       |  |  |                                       |  |  |                                    |  |
|                                         |                                   | George Spencer, II conte Spencer      | John Spencer, I conte Spencer     |  |  |       |  |  |                                       |  |  |                                    |  |
|                                         |                                   | George Spencer, II conte Spencer      | John Spencer, I conte Spencer     |  |  |       |  |  |                                       |  |  |                                    |  |
|                                         |                                   | George Spencer, II conte Spencer      | Margaret Poyntz                   |  |  |       |  |  |                                       |  |  |                                    |  |
| lady Sarah Spencer                      |                                   | George Spencer, II conte Spencer      |                                   |  |  |       |  |  |                                       |  |  |                                    |  |
|                                         |                                   | lady Lavinia Bingham                  | Charles Bingham, I conte di Lucan |  |  |       |  |  |                                       |  |  |                                    |  |
|                                         |                                   | lady Lavinia Bingham                  | Charles Bingham, I conte di Lucan |  |  |       |  |  |                                       |  |  |                                    |  |
|                                         |                                   | lady Lavinia Bingham                  | Margaret Smith                    |  |  |       |  |  |                                       |  |  |                                    |  |
| hon. Lucy Lyttelton                     |                                   | lady Lavinia Bingham                  |                                   |  |  |       |  |  |                                       |  |  |                                    |  |
|                                         | sir Stephen Glynne, VII baronetto | sir John Glynne, VI baronetto         |                                   |  |  |       |  |  |                                       |  |  |                                    |  |
|                                         | sir Stephen Glynne, VII baronetto | sir John Glynne, VI baronetto         |                                   |  |  |       |  |  |                                       |  |  |                                    |  |
|                                         | sir Stephen Glynne, VII baronetto | Honora Conway                         |                                   |  |  |       |  |  |                                       |  |  |                                    |  |
| sir Stephen Glynne, VIII baronetto      | sir Stephen Glynne, VII baronetto |                                       |                                   |  |  |       |  |  |                                       |  |  |                                    |  |
|                                         |                                   | Mary Bennett                          | Richard Bennett                   |  |  |       |  |  |                                       |  |  |                                    |  |
|                                         |                                   | Mary Bennett                          | Richard Bennett                   |  |  |       |  |  |                                       |  |  |                                    |  |
|                                         |                                   | Mary Bennett                          | …                                 |  |  |       |  |  |                                       |  |  |                                    |  |
| Mary Glynne                             |                                   | Mary Bennett                          |                                   |  |  |       |  |  |                                       |  |  |                                    |  |
|                                         |                                   | Richard Griffin, II barone Braybrooke | Richard Neville Aldworth Neville  |  |  |       |  |  |                                       |  |  |                                    |  |
|                                         |                                   | Richard Griffin, II barone Braybrooke | Richard Neville Aldworth Neville  |  |  |       |  |  |                                       |  |  |                                    |  |
|                                         |                                   | Richard Griffin, II barone Braybrooke | Magdalen Calendrini               |  |  |       |  |  |                                       |  |  |                                    |  |
| hon. Mary Griffin                       |                                   | Richard Griffin, II barone Braybrooke |                                   |  |  |       |  |  |                                       |  |  |                                    |  |
|                                         |                                   | Catherine Grenville                   | lord George Grenville             |  |  |       |  |  |                                       |  |  |                                    |  |
|                                         |                                   | Catherine Grenville                   | lord George Grenville             |  |  |       |  |  |                                       |  |  |                                    |  |
|                                         |                                   | Catherine Grenville                   | Elizabeth Wyndham                 |  |  |       |  |  |                                       |  |  |                                    |  |
|                                         |                                   | Catherine Grenville                   |                                   |  |  |       |  |  |                                       |  |  |                                    |  |